# Чемпіонат світу з хокею із шайбою 2018 (дивізіон II)
Чемпіонат світу з хокею із шайбою 2018 (дивізіон II) — чемпіонат світу з хокею із шайбою, який пройшов в двох групах. Група А зіграла у Нідерландах 23 — 29 квітня, а Група В у Новій Зеландії 14 — 20 квітня.
Нідерланди здобули право виступати в Дивізіоні І (В), Ісландія вибула до Групи В. Іспанія здобула право виступати в Групі А, аутсайдер Групи В Люксембург вибув до третього дивізіону.

## Група А

### Учасники
| Збірна     | Результати 2017 року               |
| ---------- | ---------------------------------- |
| Нідерланди | Господарі, 6-е місце Дивізіон I В. |
| Австралія  | 2-е місце Дивізіон II А.           |
| Сербія     | 3-є місце Дивізіон II А.           |
| Бельгія    | 4-е місце Дивізіон II А.           |
| Ісландія   | 5-е місце Дивізіон II А.           |
| Китай      | 1-е місце Дивізіон II B.           |

### Таблиця
| Поз | Команда           | М | В | ВО | ПО | П | ГЗ | ГП | Різ | О  | Кваліфікація або пониження    |
| --- | ----------------- | - | - | -- | -- | - | -- | -- | --- | -- | ----------------------------- |
| 1   | Нідерланди (H, P) | 5 | 5 | 0  | 0  | 0 | 42 | 5  | +37 | 15 | Підвищення до Дивізіону І (В) |
| 2   | Австралія         | 5 | 3 | 1  | 0  | 1 | 19 | 14 | +5  | 11 |                               |
| 3   | Сербія            | 5 | 3 | 0  | 1  | 1 | 16 | 14 | +2  | 10 |                               |
| 4   | Китай             | 5 | 2 | 0  | 0  | 3 | 10 | 16 | −6  | 6  |                               |
| 5   | Бельгія           | 5 | 1 | 0  | 0  | 4 | 11 | 28 | −17 | 3  |                               |
| 6   | Ісландія (R)      | 5 | 0 | 0  | 0  | 5 | 7  | 28 | −21 | 0  | Пониження до Дивізіону ІІ (В) |

### Результати
| Дата  | Господар   | Рахунок | Гості      |
| ----- | ---------- | ------- | ---------- |
| 23.4. | Австралія  | 3 - 0   | Ісландія   |
| 23.4. | Сербія     | 4 - 1   | Бельгія    |
| 23.4. | Нідерланди | 7 - 0   | Китай      |
| 24.4. | Австралія  | 6 - 0   | Бельгія    |
| 24.4. | Китай      | 1 - 3   | Сербія     |
| 24.4. | Ісландія   | 1 - 11  | Нідерланди |
| 26.4. | Китай      | 1 - 3   | Австралія  |
| 26.4. | Бельгія    | 6 - 3   | Ісландія   |
| 26.4. | Нідерланди | 5 - 0   | Сербія     |
| 28.4. | Китай      | 3 - 1   | Ісландія   |
| 28.4. | Бельгія    | 2 - 10  | Нідерланди |
| 28.4. | Сербія     | 4 - 5 Б | Австралія  |
| 29.4. | Бельгія    | 2 - 5   | Китай      |
| 29.4. | Нідерланди | 9 - 2   | Австралія  |
| 29.4. | Ісландія   | 2 - 5   | Сербія     |

### Нагороди
Найкращі гравці, обрані дирекцією ІІХФ.
- Найкращий воротар:  Ентоні Кімлін
- Найкращий захисник:  Джованні Вогелаар
- Найкращий нападник:  Айві ван ден Гевел

Джерело: IIHF.com [Архівовано 30 квітня 2018 у Wayback Machine.]

## Група В

### Учасники
| Збірна         | Результати 2017 року                |
| -------------- | ----------------------------------- |
| Іспанія        | Господарі, 6-е місце Дивізіон II А. |
| Нова Зеландія  | 2-е місце Дивізіон II В.            |
| Ізраїль        | 3-є місце Дивізіон II В.            |
| Північна Корея | 4-е місце Дивізіон II В.            |
| Мексика        | 5-е місце Дивізіон II В.            |
| Люксембург     | 1-е місце Дивізіон III.             |

### Таблиця
| Поз | Команда        | М | В | ВО | ПО | П | ГЗ | ГП | Різ | О  | Кваліфікація або пониження   |
| --- | -------------- | - | - | -- | -- | - | -- | -- | --- | -- | ---------------------------- |
| 1   | Іспанія (H, P) | 5 | 5 | 0  | 0  | 0 | 49 | 6  | +43 | 15 | Підвищення до Дивізіону II A |
| 2   | Нова Зеландія  | 5 | 4 | 0  | 0  | 1 | 33 | 14 | +19 | 12 |                              |
| 3   | Ізраїль        | 5 | 3 | 0  | 0  | 2 | 24 | 14 | +10 | 9  |                              |
| 4   | Північна Корея | 5 | 1 | 0  | 0  | 4 | 12 | 40 | −28 | 3  |                              |
| 5   | Мексика        | 5 | 1 | 0  | 0  | 4 | 9  | 30 | −21 | 3  |                              |
| 6   | Люксембург (R) | 5 | 1 | 0  | 0  | 4 | 6  | 29 | −23 | 3  | Пониження до Дивізіону III   |

1. 1 2 3  Північна Корея 3 Очк, +2 Різ; Мексика 3 Очк, −1 Різ, Люксембург 3 Очк, −1 Різ. Мексика 3–1 Люксембург

### Результати
| Дата  | Господар       | Рахунок | Гості          |
| ----- | -------------- | ------- | -------------- |
| 14.4. | Нова Зеландія  | 5 - 1   | Мексика        |
| 14.4. | Люксембург     | 1 - 8   | Ізраїль        |
| 14.4. | Іспанія        | 15 - 1  | Північна Корея |
| 15.4. | Нова Зеландія  | 5 - 2   | Ізраїль        |
| 15.4. | Північна Корея | 5 - 2   | Мексика        |
| 15.4. | Люксембург     | 1 - 10  | Іспанія        |
| 17.4. | Ізраїль        | 9 - 1   | Північна Корея |
| 17.4. | Нова Зеландія  | 7 - 1   | Люксембург     |
| 17.4. | Іспанія        | 14 - 0  | Мексика        |
| 19.4. | Мексика        | 3 - 1   | Люксембург     |
| 19.4. | Північна Корея | 4 - 12  | Нова Зеландія  |
| 19.4. | Ізраїль        | 0 - 4   | Іспанія        |
| 20.4. | Люксембург     | 2 - 1   | Північна Корея |
| 20.4. | Мексика        | 3 - 5   | Ізраїль        |
| 20.4. | Іспанія        | 6 - 4   | Нова Зеландія  |

### Нагороди
Найкращі гравці, обрані дирекцією ІІХФ.
- Найкращий воротар:  Андер Алькайне
- Найкращий захисник:  Стефан Гельмерссон
- Найкращий нападник:  Патрісіо Фуентес

Джерело: IIHF.com [Архівовано 7 квітня 2018 у Wayback Machine.]